# Paullinia trifoliolata
Paullinia trifoliolata är en kinesträdsväxtart som beskrevs av Obando, R.Bernal & Acev.-rodr.. Paullinia trifoliolata ingår i släktet Paullinia och familjen kinesträdsväxter. Inga underarter finns listade i Catalogue of Life.